# Pauline Harmange
Pauline Harmange (1994) is een Franse feministische schrijfster.

## Biografie
Harmanges ouders werken in het onderwijs; haar vader doceert Frans en haar moeder Latijn. Zelf studeerde Harmange communicatiewetenschappen. Ze is actief binnen L'Échappée, een organisatie die slachtoffers van seksueel geweld begeleidt.

## Mannen, ik haat ze
Haar 96 pagina's tellend essay Moi les hommes, je les déteste werd gepubliceerd in 2020. In het boek kaart ze de apathie van de meeste mannen voor vrouwenrechten aan. In eerste instantie had Ralph Zurmély, een adviseur van het Franse ministerie voor Seksegelijkheid, Diversiteit en Gelijke Kansen, geprobeerd het boek te laten verbieden. Hierdoor werd de belangstelling van het publiek aangewakkerd, en raakte het boek snel uitverkocht. Het ministerie distantieerde zich vervolgens en noemde de actie "een persoonlijk initiatief".
In eerste instantie werden er slechts 400 exemplaren van Moi les hommes, je les déteste gedrukt. Door de media-aandacht kwam er na twee weken al een tweede druk van 2.500 exemplaren. De kleine uitgever Monstrograph was overweldigd door het succes en verkocht de rechten aan de uitgeverij Éditions du Seuil, die het pamflet op grotere schaal liet drukken. Sindsdien zijn er meer dan 20.000 exemplaren verkocht, samen met de vertaalrechten voor 17 talen.
In het Nederlands verscheen het boek begin 2021 onder de titel Mannen, ik haat ze bij uitgeverij Atlas Contact (ISBN 9789045044132, vertaald door Annelies Kin en Nathalie Tabury). In dagblad Trouw vertelde ze bewust voor deze titel te hebben gekozen. Naar eigen zeggen is het meer dan een provocatie. Het is het toe-eigenen van de beschuldiging die feministes vaak zouden krijgen, namelijk dat zij mannenhaters zouden zijn en dus gelijk aan vrouwenhaters. "Terwijl misogynie, vrouwenhaat, toch echt iets anders is, omdat het gepaard gaat met agressie, met geweld en verkrachting, met moord zelfs", aldus Harmange. Daarnaast stelde ze dat er in het Westen sprake is van een verkrachtingscultuur en dat wijzen naar een ander, niet-westers land hypocriet en racistisch is. Hierbij voelt ze zich dan ook niet geroepen om op te komen voor bijvoorbeeld moslima's. "Als witte Française is het absoluut niet aan mij om hierover te spreken", zei ze hierover. "Vrouwen in andere culturen moeten dit zelf aankaarten. [...] Het is heel vervelend dat er voortdurend in naam van deze vrouwen wordt gesproken. [...] Je moet altijd luisteren naar wat de betrokken vrouwen hier zelf over zeggen." Volgens Stella Bergsma is misandrie volgens Harmange voornamelijk een antwoord op misogynie, zonder dezelfde implicaties: het houdt mannen niet tegen om hun werk uit te oefenen, in vrijheid te leven of überhaupt te ademen. Ze denkt dat het uiten van de afkeer een enorme bevrijding voor vrouwen kan zijn. Volgens Dieuwertje Mertens gaat het Harmange uiteindleijk niet om het persoonlijke, maar om het patriarchaat, het seksisme, oftewel 'het systeem' dat moet worden doorbroken. Volgens Mertens beschrijft Harmange heel aanschouwelijk hoe ruzies bij heterostellen verlopen: vrouwen huilend en wanhopig over ogenschijnlijk iets kleins, mannen superieur, vol argumenten. Mertens citeert Harmange: "Alleen dominante personen kunnen het zich veroorloven om in alle omstandigheden redelijk en kalm te blijven, omdat zij niet degenen zijn die lijden".
Harmange is kritisch op wat zij noemt 'lief feminisme'. "Daar hebben we in de praktijk weinig voor terug gekregen", stelde ze.

## Persoonlijk
Harmange is biseksueel en ziet heteroseksualiteit als een sociale constructie. Ze woont in Lille.

## Publicaties
- 2020: Moi les hommes, je les déteste (oorspronkelijke uitgave)
  - 2020: Moi les hommes, je les déteste (herziene uitgave bij nieuwe uitgeverij)
  - 2022: Mannen, ik haat ze vertaling door Annelies Kin en Nathalie Tabury; uitgeverij Atlas Contact, ISBN 9789045044132[6]
- 2020: Limoges pour mourir
- 2021: Aux endroits brisés (vernieuwde versie van Limoges pour mourir)
- 2022: Avortée: une histoire intime de l'IVG
- 2022: Fruits de la colère: embras(s)er nos débordements (samen met enkele andere schrijfsters)

### Nederlandstalige uitgave
- 2021: Mannen, ik haat ze (vertaling van Moi les hommes, je les déteste)